# 재조본 유가사지론 권20
재조본 유가사지론 권20(再雕本 瑜伽師地論 巻二十)은 서울특별시 서초구에 있는 고려시대의 목판본 책이다. 2016년 1월 7일 대한민국의 보물 제1886호로 지정되었다.

## 개요
조사본 ｢유가사지론｣은 당나라의 현장(玄奘)이 한역한 100권 중의 제20권이다. 권말의 “丙午歳高麗國大藏都監奉/勅雕造”라는 간기(刊記)로 볼 때 고려 고종 33년(1246, 丙午)에 대장도감(大藏都監)에서 판각한 재조대장경의 판본으로, 13～14세기경에 인출하여 권자본(巻子本)으로 장정한 후인본(後印本)으로 추정된다. 조사본은 비록 권수(巻首)의 제1장이 결락되고 제2～3장이 훼손되어 있으나 13～14세기경에 인출해낸 고려 재조대장경의 판본으로서 중요하며, 특히 각장 각행의 좌우에 석독구결(釋讀口訣)이 필사되어 있어 국어사 연구에 매우 귀중한 자료로 판단된다. 따라서 국가문화재로 지정하여 연구하고 보존·관리할 만한 가치가 있는 것으로 판단된다.

## 참고 자료
- 재조본 유가사지론 권20 - 국가유산청 국가유산포털